# Bowery (buurt)

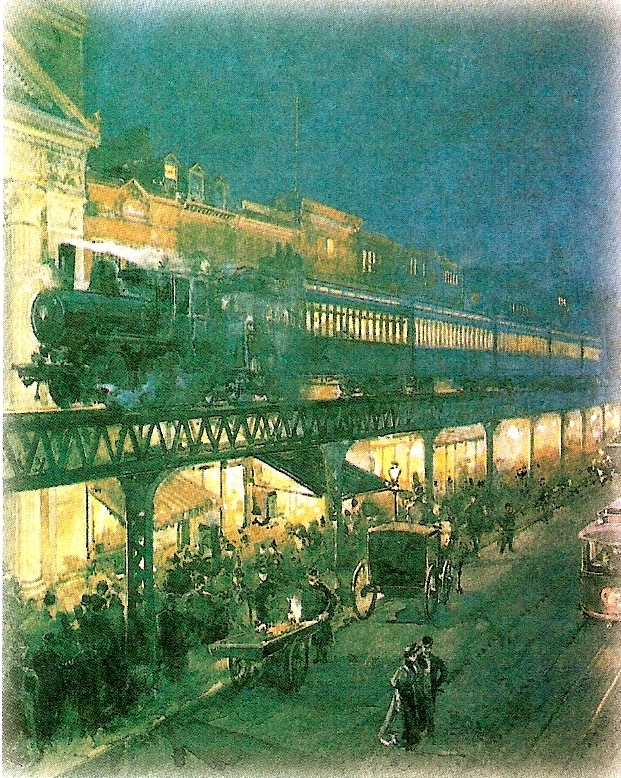
De Bowery in 1895

De Bowery is een straat en buurt op Manhattan. De straat is eigenlijk de grens tussen Chinatown en Little Italy aan de ene kant en Lower East Side aan de andere kant, en loopt van Chatham Square in het zuiden tot Astor Place in het noorden. Deze plek was vroeger de plaats van de weg naar de boerderij van Peter Stuyvesant, de gouverneur van Nieuw-Nederland. De naam Bowery stamt dan ook af van bouwerij, het oude Nederlandse woord voor boerderij.
In de 19e eeuw was de Bowery de locatie van vele concertzalen, later werd de Bowery bekend vanwege zijn economische teloorgang. In de jaren '20 en 30 van de twintigste eeuw werd het bekend als een verarmd gebied. De "Dead End Kids" van de film kwamen van de Bowery. In de jaren 40 tot aan de jaren zeventig, was de Bowery een verpauperde buurt met alcoholisten en daklozen. In de jaren zestig en zeventig, was het een gebied met een hoog criminaliteitsgehalte en lage huren. Sinds de jaren 90 is er sprake van gentrificatie en knapt Lower East Side stukje bij beetje op.